# New Blue Sun
New Blue Sun è l'album da solista di debutto del musicista statunitense André 3000, pubblicato il 17 novembre 2023 da Epic Records.
Noto per la sua carriera da rapper con il duo Outkast, dopo 17 anni senza pubblicazioni André ha presentato un album strumentale basato principalmente sui flauti.

## Tracce
1. I swear, I Really Wanted To Make a "Rap" Album But This Is Literally The Way The Wind Blew Me This Time – 12:20 (André Benjamin, Carlos Niño, Nate Mercereau, Surya Botofasina)
2. The Slang Word P(*)ssy Rolls Off The Tongue With Far Better Ease Than The Proper Word Vagina . Do You Agree? – 13:50 (André Benjamin, Carlos Niño, Nate Mercereau, Surya Botofasina)
3. That Night In Hawaii When I Turned Into A Panther And Started Making These Low Register Purring Tones That I Couldn't Control ... Sh¥t Was Wild – 10:29 (André Benjamin, Carlos Niño, Deantoni Parks, Nate Mercereau)
4. BuyPoloDisorder's Daughter Wears A 3000® Button Down Embroidered – 13:05 (André Benjamin, Carlos Niño, Nate Mercereau, Surya Botofasina)
5. Ninety Three 'Til Infinity And Beyoncé – 3:49 (André Benjamin, Carlos Niño, Diego Gaeta, Matthew McQueen, Veronica Ratliff)
6. Gandhi, Dalai Lama, Your Lord & Savior J.C. / Bundy, Jeffrey Dahmer, And John Wayne Gacy – 10:15 (André Benjamin, Carlos Niño, Diego Gaeta, Jesse Peterson, Mia Doi To)
7. Ants To You, Gods To Who ? – 6:42 (André Benjamin, Carlos Niño, Diego Gaeta, Jesse Peterson, Mia Doi Todd)
8. Dreams Once Buried Beneath The Dungeon Floor Slowly Sprout Into Undying Gardens – 17:11 (André Benjamin, Carlos Niño, Nate Mercereau, Surya Botofasina)

## Classifiche
| Classifica (2023)              | Posizione massima |
| ------------------------------ | ----------------- |
| Svizzera                       | 82                |
| Stati Uniti                    | 34                |
| Stati Uniti (Alternative)      | 5                 |
| Stati Uniti (New Age)          | 1                 |
| Stati Uniti (Rock/Alternative) | 8                 |